# MNEK
Узо Эмэнике (англ. Uzo Emenike; род. 9 ноября 1994, Лондон) — британский певец, композитор и автор песен нигерийского происхождения. Номинирован на престижную американскую премию Грэмми.
Узо известен сотрудничеством с такими исполнителями как: Naughty Boy, Sub Focus, Clean Bandit, Duke Dumont, Rudimental, Little Mix, Zara Larsson, а также своими ремиксами на треки Duran Duran, Olly Murs, Bastille и Tinie Tempah.

## Карьера
Узо получил первую известность благодаря сотрудничеству в феврале 2012 года с группой Rudimental в их сингле Spoons. Песня вошла в их дебютный студийный альбом Home. В декабре 2013 года MNEK был одним из 15 артистов, которые вошли в Long List BBC.
В январе 2014 года он записал с группой Gorgon City сингл Ready For Your Love. Песня достигла 4 строчки в британском хит-параде. 20 апреля 2014 года, MNEK представил сингл Every Little Word со своего дебютного студийного альбома Small Talk.
В июне 2014 года выходит второй сингл Эмэнике — Wrote a Song About You. 22 июля MNEK выпустил промосингл In Your Clouds в рамках международной кампании от iTunes «Once to Watch». Песня будет входить в его дебютный альбом.  В 2014 году он работал с Мадонной в её альбоме Rebel Heart.
20 марта 2015 года вышел дебютный миниальбом исполнителя, получивший название Small Talk. 7 сентября 2018 года вышел дебютный студийный альбом Language.

## Дискография

### Альбомы
- Small Talk (EP, 2015)
- Language (2015)

### Синглы

#### В качестве автора
| 2011                                            | "If Truth Be Told"       | —   | Non-album single |
| 2014                                            | "Every Little Word"      | 184 | Small Talk       |
| 2014                                            | "Wrote a Song About You" | 66  | Small Talk       |
| 2015                                            | "The Rhythm"             | —   | Small Talk       |
| "—" обозначает песню, которая не вошла в чарты. |                          |     |                  |

#### В сотрудничестве
| 2012                                            | "Spoons" (Rudimental featuring MNEK and Syron)                | — | —  | — | Home             |
| 2012                                            | "Christmas in Downtown LA" (Far East Movement featuring MNEK) | — | —  | — | Non-album single |
| 2014                                            | "Ready for Your Love" (Gorgon City featuring MNEK)            | 4 | 41 | 7 | Sirens           |
| "—" обозначает песню, которая не вошла в чарты. |                                                               |   |    |   |                  |

- «Head & Heart» (2020, Джоэль Корри[англ.] при участии MNEK)

### Промосинглы
| Год  | Название         | Альбом     |
| ---- | ---------------- | ---------- |
| 2014 | "In Your Clouds" | Small Talk |